# NRP Oríon (P362)

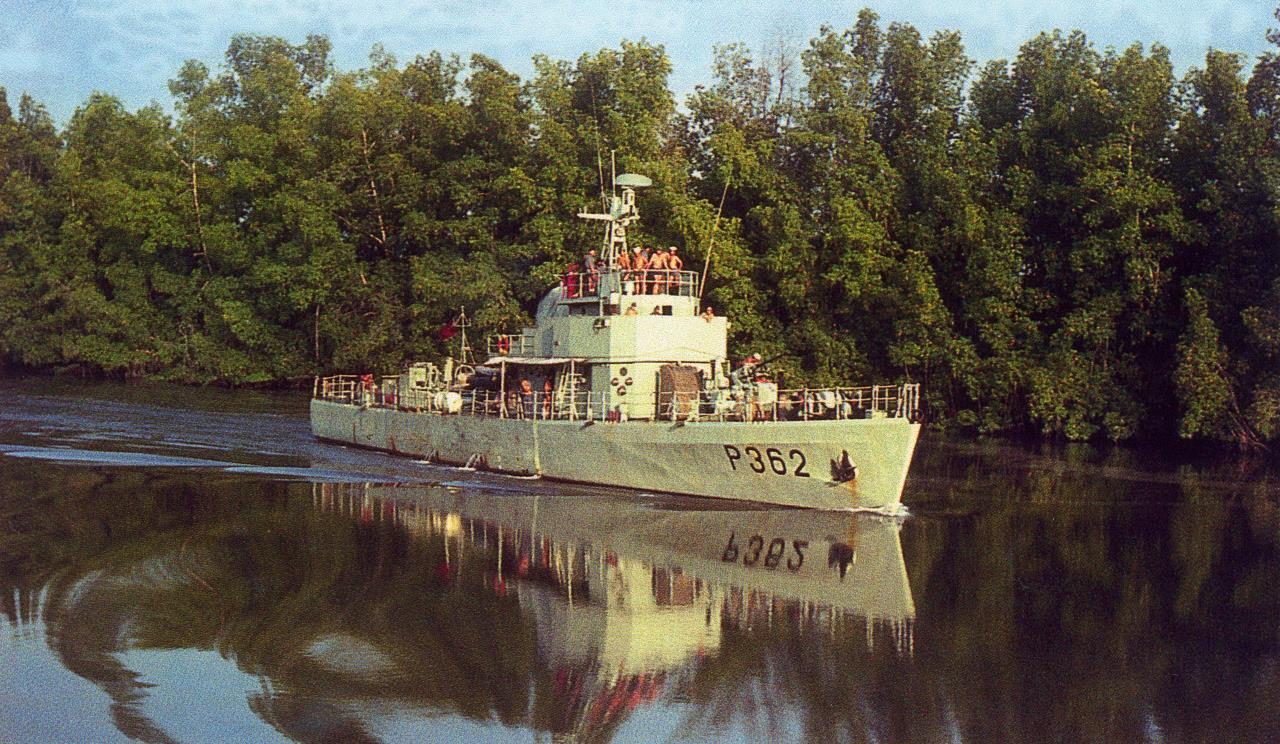

O NRP Orion (número de base P362) era o navio de patrulha da classe Argos da Marinha Portuguesa.
Foi construído no arsenal do Alfeite e incorporado no efectivo dos navios da Armada em 24 de outubro de 1964.
Largou para a Guiné Portuguesa em 1º de dezembro de 1964, escalando no Funchal, São Vicente e Praia, tendo entrado em Bissau em 13 de dezembro de 1964 e ficado atribuído ao Comando da Defesa Marítima da Guiné.
Com base em Bissau, navegou em todas as bacias fluviais da Guiné, tendo como principais missões a patrulha de rios, o apoio a operações de fuzileiros, a escolta a combóios fluviais e, por vezes, transportes logísticos. Ao longo dos anos em que esteve na Guiné tomou parte nalgumas das mais complexas operações levadas a cabo naquele território, nomeadamente a operação "Mar Verde", em novembro de 1970.
Entre maio de 1965 e abril de 1970 deslocou-se seis vezes ao porto do Mindelo, para docar. Em setembro de 1974, em pleno processo de descolonização, foi deslocado para o porto do Mindelo, em Cabo Verde, aí se mantendo durante 3 meses. No dia 3 de dezembro de 1974 largou para Angola, tendo efectuado essa longa viagem incluída num grupo de 5 navios da sua classe, que foi comboiado pela corveta "António Enes".
Em 30 de outubro de 1975, foi abatido ao efectivo dos navios da Armada no porto de Luanda. Segundo as edições do Jane’s Fighting Ships posteriores a 1976, ainda terá navegado com a bandeira da República Popular de Angola durante alguns anos.

## Comandantes
- 1TEN Rui Vasco de Vasconcelos e Sá Vaz (24-10-64 a 3-12-66)
- 1TEN Luís Joel Alves de Azevedo Pascoal (3-12-66 a 6-12-68)
- 1TEN Alberto Augusto Faria dos Santos (6-12-68 a 7-12-70)
- 1TEN José Manuel Baptista Coelho Rita (7-12-70 a 15-10-72)
- 1TEN Luís Saraiva Pereira Vale (15-10-72 a 12-6-74)
- 1TEN João Furtado de Azevedo Coutinho (12-6-74 a 27-6-75)
- 1TEN Vitor Manuel Henriques Gonçalo (27-6-75 a 30-9-75)

## Oficiais imediatos
- 2TEN RN Virgílio Cabrita da Silva (24-10-64 a 2-6-66)
- 2TEN RN Manuel Lema Pires dos Santos (2-6-66 a 25-4-68)
- 2TEN RN Luís Mendes do Nascimento (25-4-68 a 29-1-70)
- 2TEN Mário Manuel da Fonseca Alvarenga Rua (29-1-70 a 29-10-71)
- 2TEN Pedro Manuel da Cunha Lauret (29-10-71 a 21-7-73)
- 2TEN RN António Manuel Souto Lopes da Graça (21-7-73 a 21-11-74)
- STEN RN (graduado) José Zulmiro da Silva Barbosa (21-11-74 a 25-2-1975)

## Ligações Externas
- «Aumento ao Efetivo da Lancha de Fiscalização Grande NRP Orion». Museu da Marinha. Consultado em 2 de Junho de 2022